# Ewolucja dinozaurów

Ewolucja dinozaurów

Ewolucja dinozaurów – ewolucja biologiczna zwierząt zaliczanych do nadrzędu dinozaurów (Dinosauria)

## Trias
Dinozaury pojawiły się, kiedy wszystkie kontynenty były ze sobą połączone w olbrzymi prakontynent, zwany Pangeą, a klimat był suchy i gorący. Za ich bezpośrednich przodków uważa się żyjące w środkowym triasie niewielkie drapieżne archozaury z kladu Dinosauromorpha, podobne do lagerpetona czy marazucha. Pozostaje przedmiotem sporu, które z odkrytych dotąd prymitywnych triasowych archozaurów (tradycyjnie nazywanych „tekodontami” – termin obecnie używany raczej nieformalnie, gdyż odnosi się do grupy parafiletycznej) można już uznać za najstarsze dinozaury. Potencjalnie najstarszym znanym dinozaurem jest odkryty w Tanzanii Nyasasaurus parringtoni, żyjący w anizyku; z przeprowadzonej przez autorów jego opisu analizy filogenetycznej wynika, że był on przedstawicielem Dinosauria lub też taksonem siostrzanym do tej grupy. Jego odkrycie dowodzi istnienia dinozaurów, lub przynajmniej bardzo blisko spokrewnych z dinozaurami i podobnych do nich dinozauromorfów już w środkowym triasie. Hipotezę o powstaniu dinozaurów co najmniej w środkowym triasie wspiera też odkrycie w Baranowie niedaleko Suchedniowa w województwie świętokrzyskim tropów reprezentujących ichnorodzaj Sphingopus, pozostawionych przez żyjącego w późnym oleneku lub wczesnym anizyku przedstawiciela kladu Dinosauromorpha bliżej niż Lagerpeton spokrewnionego z dinozaurami. Do dinozaurów zaliczano niekiedy kilka rodzajów środkowo- i późnotriasowych archozaurów, takich jak Avipes i Spondylosoma z ladynu, czy Saltopus z karniku; są one jednak znane tylko z nielicznych skamieniałości i niemożliwe jest dokładnie określenie ich pozycji systematycznej. Na Madagaskarze w osadach z przełomu środkowego i późnego triasu odkryto skamieniałości pierwotnie zidentyfikowane jako należące do bazalnych zauropodomorfów; jednak późniejsze badania wykazały, że w rzeczywistości należą one do bazalnych archozauromorfów nie należących do kladu Archosauriformes (a tym samym niemogących być dinozaurami) i być może reprezentują nowy gatunek z rodzaju Azendohsaurus (też dawniej uważanego za dinozaura). Niepewna jest pozycja filogenetyczna przedstawicieli rodziny Silesauridae. Z większości analiz kladystycznych wynika, że były one bazalnymi przedstawicielami kladu Dinosauriformes nienależącymi do dinozaurów; niektóre analizy wykazują jednak ich przynależność do dinozaurów ptasiomiednicznych.
W okresie triasowym doszło do wyodrębnienia się głównych grup, na które dzielą się dinozaury: teropodów, zauropodomorfów (grupy obejmującej zauropody i taksony tworzące grad ewolucyjny obejmujący przodków zauropodów, tradycyjnie określane jako prozauropody) i być może również dinozaurów ptasiomiednicznych (grupy obejmującej m.in. heterodontozaury, ornitopody, tyreofory – w tym stegozaury i ankylozaury, oraz marginocefale – w tym pachycefalozaury i ceratopsy). Teropody i zauropodomorfy są generalnie uznawane za bliżej spokrewnione ze sobą nawzajem niż z dinozaurami ptasiomiednicznymi; obie te grupy są zwykle zaliczane do dinozaurów gadziomiednicznych, uznawanych za grupę siostrzaną do dinozaurów ptasiomiednicznych. Podział ten został jednak zakwestionowany przez Barona, Normana i Barretta (2017); z przeprowadzonej przez autorów analizy filogenetycznej wynika bliższe pokrewieństwo teropodów z dinozaurami ptasiomiednicznymi niż z zauropodomorfami
Najstarsze skamieniałości, co do których naukowcy generalnie zgadzają się, że należą do dinozaurów, znaleziono w Ameryce Południowej (Argentyna, Brazylia). Były to skamieniałości niewielkich dwunożnych dinozaurów gadziomiednicznych: Eoraptor i rodzajów z kladu Herrerasauria, takich jak Herrerasaurus czy Staurikosaurus (klasyfikowanych jako bazalne teropody lub jako bazalne dinozaury gadziomiedniczne niebędące ani teropodami ani zauropodomorfami; Eoraptor bywa też klasyfikowany jako bazalny przedstawiciel zauropodomorfów), których wiek szacuje się na ok. 230–225 mln lat, co odpowiada przełomowi środkowego i późnego triasu. W 2009 roku opisano niewielkiego dinozaura Panphagia z datowanych na około 228,3 mln lat osadów formacji Ischigualasto w Argentynie. Mimo iż jest to jeden z najwcześniejszych znanych dinozaurów, Panphagia ma cechy świadczące o jej przynależności do zauropodomorfów, co dowodzi, że linia rodowa gadziomiednicznych rozdzieliła się na teropody i zauropodomorfy jeszcze w środkowym triasie. W 2010 r. Martin Ezcurra opisał innego bazalnego zauropodomorfa, Chromogisaurus, którego skamieniałości również odkryto w osadach formacji Ischigualasto (datowanych na 231,4–230,3 mln lat temu) w Argentynie; z przeprowadzonej przez Ezcurrę analizy kladystycznej wynika, że najbliższym znanym krewnym Chromogisaurus nie był Panphagia, lecz młodszy od nich obu Saturnalia. Odkrycie to nie tylko potwierdza, że zauropodomorfy istniały już ok. 230 mln lat temu, ale także dowodzi, że już wówczas istniało kilka odrębnych linii ewolucyjnych bazalnych zauropodomorfów, co dodatkowo wspiera hipotezę o powstaniu dinozaurów już w środkowym triasie. Ponadto według Ezcurry odkrycie Chromogisaurus sugeruje, że już najstarsze znane dinozaury były zróżnicowane taksonomicznie; według tego autora różnorodność gatunkowa dinozaurów, których skamieniałości odkryto w dolnych warstwach formacji Ischigualasto (Ezcurra naliczył 5 gatunków – Herrerasaurus ischigualastensis, jeszcze nienazwanego przedstawiciela Herrerasauria, Eoraptor lunensis, Panphagia protos i Chromogisaurus novasi; później opisano jeszcze 2 gatunki, których skamieniałości pochodzą z dolnych warstw tej formacji – Sanjuansaurus gordilloi i Eodromaeus murphi; nie jest pewne, czy skamieniałości Pisanosaurus mertii, odkryte w północnej części formacji Ischigualasto, również pochodzą z jej dolnych warstw) jest porównywalna z różnorodnością gatunkową faun dinozaurów żyjących w noryku, takich jak fauna znana z formacji Los Colorados w Argentynie (4 nazwane gatunki – Riojasaurus incertus, Coloradisaurus brevis, Lessemsaurus sauropoides i Zupaysaurus rougieri; oprócz tego z osadów tej formacji znany jest nienazwany bazalny zauropod i być może jeszcze jeden zauropodomorf nienależący do zauropodów) czy fauna znana z dolnych warstw formacji Elliot na południu Afryki (co najmniej 4 gatunki – Melanorosaurus readi, Euskelosaurus browni, Eucnemesaurus fortis i Plateosauravus cullingworthi). Natomiast populacje dinozaurów żyjących w karniku były mniejsze niż tych żyjących w noryku – według Ezcurry dinozaury stanowią zaledwie 6% czworonogów odkrytych w dolnych warstwach formacji Ischigualasto, podczas gdy w noryku dinozaury w swoich ekosystemach stanowiły już 25–60% ogółu lądowych czworonogów. Badania Martíneza i współpracowników (2011) potwierdziły wysoką różnorodność taksonomiczną dinozaurów z formacji Ischigualasto, i to również w porównaniu z innymi grupami czworonogów, których przedstawiciele znani są z osadów tej formacji: rodzaje dinozaurów stanowiły 33% wszystkich rodzajów czworonogów odkrytych w dolnych warstwach tej formacji, czyli tyle samo co rodzaje terapsydów, a więcej niż rodzaje archozaurów z kladu Crurotarsi – 22% – i bazalnych archozauromorfów – 11%. Zarazem jednak z badań autorów wynika, że dinozaury jako grupa były w Ischigualasto liczniejsze niż zakładał Ezcurra; według nich dinozaury stanowią 10,7% ogółu czworonogów odkrytych w dolnych warstwach tej formacji. Najliczniejszym dinozaurem na tych terenach był drapieżny Herrerasaurus – przedstawiciele tego rodzaju stanowią 8,5% ogółu czworonogów z Ischigualasto; dinozaury drapieżne (Eodromaeus oraz przedstawiciele kladu Herrerasauria) były też najliczniej występującymi drapieżnikami lądowymi na tym obszarze (łącznie ok. 70% wszystkich drapieżników lądowych). Dinozaury z rodzajów Eoraptor, Panphagia, Chromogisaurus i Pisanosaurus, uznawane przez autorów za roślinożerne lub wszystkożerne, były zdecydowanie mniej liczne (znane okazy stanowią łącznie zaledwie 1–2% ogółu czworonogów z Ischigualasto); tym niemniej są one jedynymi niewielkimi roślinożercami znanymi z tego obszaru. Zdaniem autorów odkrycia z dolnych warstw formacji Ischigualasto podważają hipotezę, według której pierwsze dinozaury były bardzo rzadkimi zwierzętami w swoich ekosystemach, a ich różnorodność i liczebność mogła się zwiększyć dopiero po wymarciu rynchozaurów, dicynodontów oraz większości roślinożernych cynodontów na przełomie karniku i noryku (i później jeszcze raz po wymarciu wszystkich przedstawicieli Crurotarsi oprócz krokodylomorfów na przełomie triasu i jury). Obecnie wiadomo, że przynajmniej niektóre z wymienionych grup żyły jeszcze jakiś czas po przełomie karniku i noryku, nie ograniczając dinozaurom możliwości zwiększenia różnorodności gatunkowej czy wielkości populacji. W opinii Martíneza i współpracowników odkrycia z Ischigualasto dodatkowo dowodzą, że jeszcze przed wymarciem rynchozaurów dinozaury cechowały się wysoką różnorodnością taksonomiczną, która niekoniecznie zwiększyła się znacząco w noryku (zdaniem tych autorów zarówno w reprezentujących karnik osadach formacji Ischigualasto, jak i w reprezentujących noryk osadach formacji Los Colorados opisane rodzaje dinozaurów stanowią 33% wszystkich opisanych rodzajów czworonogów; natomiast według Ezcurry i Apaldetti (2012) gatunki dinozaurów – wliczając te nienazwane – stanowią do 43% wszystkich gatunków czworonogów znanych z osadów formacji Los Colorados), już wtedy też populacje przynajmniej niektórych dinozaurów były stosunkowo duże. W Ischigualasto wymarcie rynchozaurów nie tylko nie przyniosło zwiększenia liczby gatunków i wielkości populacji dinozaurów, ale zbiegło się w czasie z lokalnym wymarciem dinozaurów.
Z okresu triasu znane są głównie teropody i zauropodomorfy. W późnym triasie najpospolitszymi teropodami były niewielkie drapieżniki z kladu Coelophysoidea, takie jak celofyz. Odkrycie w osadach formacji Chinle w Nowym Meksyku skamieniałości żyjącego pod koniec triasu (prawdopodobnie w retyku) teropoda Daemonosaurus chauliodus (który według pierwszej analizy kladystycznej był taksonem siostrzanym do kladu obejmującego gatunek Tawa hallae i grupę Neotheropoda) sugeruje, że bazalne, nienależące do Neotheropoda teropody przetrwały prawie do samego końca triasu i współistniały z neoteropodami. Pod koniec okresu triasowego niektóre teropody, np. celofyzoid Liliensternus i rodzaj Zupaysaurus o niepewnej pozycji systematycznej, zaczęły osiągać większe rozmiary (4 m długości i więcej); znane są też ślady stóp pozostawione przez duże teropody (niektóre rozmiarami zbliżone do wczesnojurajskiego dilofozaura) żyjące w noryku i retyku, a nawet nieliczne ślady sugerujące istnienie dużych teropodów już w karniku. Pierwszymi dinozaurami, o których wiadomo na pewno, że osiągnęły wielkie rozmiary już w triasie, były zauropodomorfy; bazalne rodzaje (Panphagia, Saturnalia czy Thecodontosaurus) były jeszcze niewielkie, lecz plateozaur osiągał co najmniej 6 m długości, a melanorozaur – ponad 10 m, co czyniło z nich największe zwierzęta lądowe ich czasów. Pierwsze zauropodomorfy, jak Thecodontosaurus i Saturnalia, mogły być w pełni dwunożne; wiele innych wczesnych zauropodomorfów prawdopodobnie było zdolnych do poruszania się zarówno na dwóch, jak i na czterech nogach, jednak nawet niektóre zauropodomorfy osiągające stosunkowo duże rozmiary, jak Plateosaurus czy wczesnojurajski Massospondylus, mogły być jeszcze w pełni dwunożne. Dopiero duże rodzaje, takie jak melanorozaur czy Riojasaurus, stały się w pełni czworonożne; wydaje się też, że wiele wczesnych zauropodomorfów mogło być wszystkożercami. Nie jest pewne, czy zauropody pojawiły się już w triasie, czy dopiero w jurze; Isanosaurus został opisany jako triasowy zauropod, jednak możliwe, że w rzeczywistości jego skamieniałości odkryto w osadach jurajskich. Część autorów zalicza do zauropodów także inne późnotriasowe zauropodomorfy, takie jak Lessemsaurus czy Melanorosaurus, ale ich przynależność do tej grupy nie jest pewna i zależy m.in. od przyjętej definicji filogenetycznej zauropodów.
Budowa kręgów szyjnych sugeruje występowanie szyjnych worków powietrznych u bazalnych teropodów Eodromaeus i Coelophysis i być może także u bazalnego zauropodomorfa Pantydraco; Yates, Wedel i Bonnan (2012) nie znaleźli dowodów na występowanie szyjnych worków powietrznych u innych bazalnych zauropodomorfów (poza niektórymi osobnikami należącymi do gatunku Plateosaurus engelhardti), odkryli natomiast, że niektóre kręgi grzbietowe bazalnych zauropodów i blisko spokrewnionych z zauropodami zauropodomorfów (Pulanesaura, Antetonitrus oraz Aardonyx) były pneumatyczne, co najprawdopodobniej było wynikiem występowania u tych zauropodomorfów brzusznych worków powietrznych. Budowa szkieletów niektórych dużo późniejszych teropodów (Majungasaurus, Aerosteon) i zauropodów (m.in. Mamenchisaurus, Diplodocus, Malawisaurus) sugeruje występowanie u nich nie tylko szyjnych, ale i brzusznych worków powietrznych. Występowanie worków powietrznych u różnych bliżej niespokrewnionych dinozaurów gadziomiednicznych może dowodzić, że zarówno szyjne, jak i brzuszne worki powietrzne występowały już u żyjącego w triasie ostatniego wspólnego przodka teropodów i zauropodomorfów, lub też – jeśli jednak powstały one niezależnie u teropodów i u zauropodomorfów – nastąpiło to niedługo po wyodrębnieniu się tych dwóch linii ewolucyjnych. Yates, Wedel i Bonnan (2012) sugerują nawet, że worki powietrzne mogły się pojawić już u ostatniego wspólnego przodka dinozaurów i pterozaurów; dowodzić tego miałoby występowanie pneumatycznych kości szkieletu pozaczaszkowego u pterozaurów (w tym bazalnych przedstawicieli grupy), a być może również występowanie otworów w kręgach szyjnych i grzbietowych Silesaurus, podobnych do otworów, które występowały u dinozaurów gadziomiednicznych, a w których za życia dinozaurów znajdowały się uchyłki worków powietrznych. Autorzy zaznaczają, że za ewentualnym występowaniem worków powietrznych u silezaura przemawia występowanie w jego kręgach otworów podobnych do występujących w kręgach dinozaurów rozpatrywane łącznie z faktem jego pokrewieństwa z pterozaurami i dinozaurami gadziomiednicznymi, u których najprawdopodobniej występowały worki powietrzne (samo występowanie otworów w kręgach nie musi wiązać się z występowaniem worków powietrznych – takie otwory występowały także u bliżej niespokrewnionego z dinozaurami Erythrosuchus oraz u rauizuchów z grupy Poposauroidea i niektórych krokodylomorfów; autorzy nie twierdzą, że i u tych zwierząt musiały występować worki powietrzne, choć jednocześnie tego nie wykluczają). Piechowski i Dzik (2010) uznają jednak za bardziej prawdopodobne, że wgłębienia w kręgach silezaura wypełniały więzadła międzystawowe. Znane dinozaury ptasiomiedniczne nie mają w szkielecie pozaczaszkowym kości pneumatycznych; jeśli zatem worki powietrzne i kości pneumatyczne faktycznie powstały już u przodków dinozaurów, oznaczałoby to najprawdopodobniej, że u dinozaurów ptasiomiednicznych – podobnie jak u niektórych ptaków, m.in. u kiwi – nastąpił wtórny zanik otworów w kościach na uchyłki worków powietrznych (nie można natomiast stwierdzić, czy zanikły też same worki powietrzne).
Sporne jest, czy jakiekolwiek znane triasowe archozaury można zaliczyć do dinozaurów ptasiomiednicznych. Większość rodzajów opisanych jako triasowe ptasiomiedniczne jest znanych tylko z fragmentarycznych skamieniałości (głównie zębów), a ich klasyfikacja nie jest pewna. Pierwotnie za dinozaura ptasiomiednicznego uznawany był opisany na podstawie zębów gatunek Revueltosaurus callenderi; jednak odkrycie większej liczby jego skamieniałości dowiodło, że w rzeczywistości był on archozaurem bliżej spokrewnionym z krokodylami niż z dinozaurami. Odkrycie to sugeruje, że także inne domniemane triasowe dinozaury ptasiomiedniczne opisane tylko na podstawie zębów w rzeczywistości mogły nie należeć do Ornithischia. Niewątpliwym przedstawicielem Ornithischia jest południowoafrykański Eocursor parvus. Butler, Smith i Norman (2007) datowali wiek osadów, w których odkryto skamieniałości tego zwierzęcia na trias (noryk); późniejsze badania wykazały jednak, że skamieniałości tego dinozaura odkryto w osadach dolnojurajskich. W osadach formacji Laguna Colorada w Argentynie znaleziono skamieniałości możliwego przedstawiciela heterodontozaurów, jednakże nie jest pewne, czy został on odkryty w osadach triasowych, czy też jurajskich. Niewątpliwie triasowym taksonem jest Pisanosaurus mertii, jednakże niepewna jest jego pozycja filogenetyczna w obrębie Dinosauriformes. Pierwotnie był uważany za bazalnego ornitopoda. Z większości analiz kladystycznych wynika, że pisanozaur był bazalnym dinozaurem ptasiomiednicznym nienależącym do Genasauria; z analizy Agnolína i Rozadilli (2018) wynika jednak, że był on przedstawicielem rodziny Silesauridae.

## Jura
Po triasie, ok. 200 mln lat temu, nastał okres jurajski. Przełom triasu i jury wiązał się z wymarciem niektórych grup kręgowców lądowych, m.in. wszystkich archozaurów z kladu Crurotarsi oprócz krokodylomorfów. Niektórzy naukowcy uznawali ich wymarcie za rezultat ich przegranej w rywalizacji z dinozaurami, rzekomo lepiej od nich przystosowanymi do przetrwania w ówczesnym środowisku; nowsze badania nie dowodzą jednak jakiejś oczywistej „wyższości” dinozaurów nad Crurotarsi w triasie, nie ma też podstaw by sądzić, że dinozaury miały wpływ na wymarcie większości Crurotarsi. Olsen i współpracownicy (2002) twierdzą, że wymarcie konkurentów dinozaurów na przełomie triasu i jury mogło ułatwić dinozaurom zdobycie pozycji dominujących kręgowców lądowych; autorzy twierdzą, że tropy odkryte w późnotriasowych i wczesnojurajskich osadach Newark Supergroup (wschód Ameryki Północnej) dowodzą pojawienia się dużych teropodów (ichnogatunek Eubrontes giganteus) już 10 tysięcy lat po wymieraniu z przełomu triasu i jury. Z wczesnej jury rzeczywiście znane są skamieniałości dużych, osiągających ponad 6 metrów długości teropodów (Dilophosaurus, Cryolophosaurus), a tropy odkryte w Górach Świętokrzyskich dowodzą istnienia już na początku jury wielkich teropodów o rozmiarach porównywalnych z późnojurajskim allozaurem; nie jest jednak pewne, czy duże teropody rzeczywiście pojawiły dopiero w jurze (patrz wyżej).
W jurze klimat stał się bardziej wilgotny, a superkontynent Pangei zaczął się rozpadać; w środkowej jurze morze epikontynentalne oddzieliło Azję od reszty Pangei, a później zachodnia Laurazja oddzieliła się od Gondwany. Nie można z pewnością stwierdzić, do jakiego stopnia podział Pangei miał wpływ na ewolucję dinozaurów. Tradycyjnie zakładano, że we wczesnej jurze fauny dinozaurów miały kosmopolityczny charakter, natomiast w środkowej i późnej jurze wyodrębniły się dwie krainy zoogeograficzne, przy czym jedna miała obejmować zachodnią Laurazję i Gondwanę, a druga – obszar dzisiejszej wschodniej Azji. Do niektórych rodzajów późnojurajskich dinozaurów zaliczano zarówno gatunki opisane na podstawie skamieniałości odkrytych w Ameryce Północnej, jak i gatunki afrykańskie, znane m.in. z Tendaguru w Tanzanii (dotyczy to m.in. rodzajów Allosaurus, Ceratosaurus, Barosaurus, Brachiosaurus czy Dryosaurus); gdyby rodzaje te faktycznie miały swych przedstawicieli na obu kontynentach, mogłoby to dowodzić istnienia w późnej jurze jednej krainy zoogeograficznej rozciągającej się od dzisiejszej Ameryki Północnej do dzisiejszej wschodniej Afryki. W ostatnich latach zaczęto jednak sugerować, że choć w jurze fauna w największym stopniu endemiczna zasiedlała obszar dzisiejszej wschodniej Azji, to pod koniec okresu jurajskiego zaczęły też różnicować się fauny dinozaurów z zachodniej Laurazji i z Gondwany. Domniemane afrykańskie gatunki brachiozaura i barozaura mogą w rzeczywistości reprezentować odrębne rodzaje – odpowiednio Giraffatitan i Tornieria – a w pozostałych wyżej wymienionych przypadkach nie można z pewnością ustalić, czy gatunki amerykańskie i afrykańskie rzeczywiście reprezentują te same rodzaje. Część naukowców sugeruje, że w środkowej jurze podział świata na dwie krainy zoogeograficzne mógł być inny – jedna kraina miała obejmować Laurazję i północną Gondwanę, a druga – południową Gondwanę; dowodzić tego miałoby m.in. bliższe pokrewieństwo zauropodów z kladu Neosauropoda oraz pochodzącego z północnej Gondwany rodzaju Jobaria z endemicznymi chińskimi zauropodami z rodzajów Omeisaurus i Mamenchisaurus niż z pochodzącymi z południowej Gondwany rodzajami Barapasaurus i Patagosaurus. Niekiedy bywają wyróżniane klady dinozaurów endemiczne dla niektórych obszarów, np. endemiczny dla południowej Gondwany klad mający obejmować teropody z rodzajów Piatnitzkysaurus i Condorraptor czy też endemiczny dla dzisiejszej wschodniej Azji klad mający obejmować teropody z rodzajów Chuandongocoelurus i Monolophosaurus; jednak pokrewieństwa tych dinozaurów – a tym samym ewentualne tworzenie przez nie endemicznych dla danych obszarów kladów – pozostają niepewne. Badania Rowe’a, Suesa i Reisza (2011) sugerują, że nawet we wczesnej jurze, jeszcze przed rozpadem Pangei, zamiast fauny o kosmopolitycznym charakterze w różnych częściach Pangei mogły istnieć endemiczne fauny dinozaurów; np. północnoamerykański zauropodomorf pierwotnie sklasyfikowany jako reprezentant znanego z Afryki rodzaju Massospondylus zdaniem tych autorów należał do odrębnego rodzaju Sarahsaurus, znanego wyłącznie z Ameryki Północnej. Według autorów nie ma dowodów na to, że kiedykolwiek istniała fauna dinozaurów o kosmopolitycznym charakterze; nawet gdy wszystkie kontynenty były połączone, bariery fizyczne inne niż morza oraz różnice między środowiskami w różnych częściach Pangei uniemożliwiały jednemu gatunkowi skolonizowanie całego świata.

### Teropody
We wczesnej jurze żyły jeszcze celofyzoidy (Megapnosaurus; Dilophosaurus mógł należeć do Coelophysoidea lub być bliżej spokrewniony z kladem Averostra niż z Coelophysis), później jednak zastąpiły je teropody z kladu Averostra obejmującego grupy Ceratosauria (Elaphrosaurus, Spinostropheus, Limusaurus, Ceratosaurus) i Tetanurae. Odkrycie środkowojurajskiego przedstawiciela rodziny Abelisauridae, Eoabelisaurus mefi, w osadach formacji Cañadón Asfalto w argentyńskiej prowincji Chubut dowodzi, że już w środkowej jurze wśród ceratozaurów wyodrębniła się grupa Abelisauroidea, a także, że już wtedy nastąpiło wyodrębnienie się w obrębie Abelisauroidea rodziny Abelisauridae i jej siostrzanej rodziny Noasauridae; istnienie abelizauroidów już w jurze dodatkowo potwierdzają odkrycia skamieniałości przedstawicieli tej grupy, w tym możliwych przedstawicieli Abelisauridae, w Tendaguru. Wśród dużych tetanurów w środkowej jurze większość stanowiły bazalne rodzaje, nienależące do Avetheropoda (m.in. Piatnitzkysaurus, Condorraptor, przedstawiciele rodziny Megalosauridae, być może także Monolophosaurus). Ich pokrewieństwa nie są dobrze poznane; niektóre analizy kladystyczne sugerują, że taksony te nie tworzą monofiletycznej grupy, do której nie należałyby również Avetheropoda, inne natomiast sugerują, że wszystkie te taksony lub ich część może tworzyć nieobejmujący Avetheropoda klad Megalosauroidea. Według Buffetauta (2008) niektóre zęby odkryte w Tendaguru mogą należeć do przedstawicieli rodziny Spinosauridae, co dowodziłoby istnienia tej rodziny już w późnej jurze; jednak według Rauhuta (2011) zęby te wykazują podobieństwa zarówno do zębów spinozaurów, jak i do zębów należącego do grupy Ceratosauria „Labrosaurus” stechowi i tym samym nie można potwierdzić przynależności ich właściciela do Spinosauridae. W środkowej jurze żyły już teropody z kladu Avetheropoda, choć wydaje się, że były wówczas mniej liczne od bazalnych tetanurów. Już wówczas wśród Avetheropoda wyodrębniły się dwie grupy wchodzące w skład tego kladu – allozauroidy i celurozaury; najstarszymi znanymi celurozaurami (być może z wyjątkiem rodzaju Eshanosaurus – patrz niżej) są żyjące w batonie rodzaje Proceratosaurus i Kileskus, zaś do allozauroidów być może należał środkowojurajski rodzaj Shidaisaurus. W późnej jurze bazalne tetanury stały się mniej liczne i utraciły dominującą pozycję na rzecz przedstawicieli kladu Avetheropoda; większość późnojurajskich dużych teropodów to allozauroidy (Allosaurus, Saurophaganax, przedstawiciele rodziny Sinraptoridae). Niektóre późnojurajskie teropody (megalozauroid Torvosaurus, allozauroid Saurophaganax), osiągnęły wielkie rozmiary, przekraczając 10 m długości ciała, co czyniło je największymi drapieżnikami lądowymi swoich czasów. Celurozaury były w okresie jurajskim reprezentowane m.in. przez rodzinę Compsognathidae, nadrodzinę Tyrannosauroidea (Stokesosaurus, Guanlong, Aviatyrannis, być może także Proceratosaurus i Kileskus) i maniraptory; z okresu jurajskiego pochodzą tylko nieliczne skamieniałości maniraptorów, dowodzą one jednak istnienia już wówczas troodonów, a być może także terizinozauroidów (kontrowersyjny Eshanosaurus – jeśli poprawnie oszacowano wiek skał, w których go odkryto i jeśli potwierdziłaby się jego przynależność do Therizinosauroidea, dowodziłoby to istnienia tej grupy – i maniraptorów w ogóle – już we wczesnej jurze). Do maniraptorów być może należał też późnojurajski Ornitholestes oraz alwarezaury, które także istniały już w okresie jurajskim (Haplocheirus). Niektóre zęby późnojurajskich teropodów odkryte w Portugalii i w Niemczech wykazują podobieństwo do zębów dromeozaurów, co skłoniło część autorów do uznania ich za zęby jurajskich przedstawicieli tej rodziny. Rauhut, Milner i Moore-Fay (2010) zalecili jednak ostrożność przy klasyfikacji teropodów, do których należały te zęby. Autorzy wskazali, że zęby jurajskiego celurozaura Proceratosaurus są bardzo podobne do zębów niektórych dromeozaurów, m.in. do zębów welociraptora; na obecnym etapie badań nie można zatem wykluczyć, że domniemane zęby jurajskich dromeozaurów są w istocie zębami proceratozaura lub pokrewnych mu teropodów. Prawdopodobnie to właśnie w okresie jurajskim maniraptory dały początek ptakom (zobacz też: dinozaury pierzaste, ewolucja ptaków). W porównaniu z największymi allozauroidami czy megalozauroidami, celurozaury w okresie jurajskim osiągały niewielkie rozmiary, nie przekraczając 3–4 m długości.
Ceratozaury i allozauroidy jako grupy miały w okresie jurajskim swych przedstawicieli na obszarze całego świata. Nie jest pewne, czy to samo można powiedzieć o megalozauroidach, gdyż trwają spory go do tego, które bazalne tetanury można zaliczyć do tej grupy (patrz wyżej); wiadomo jednak, że rodzina Megalosauridae miała swych przedstawicieli co najmniej na obszarze zachodniej Laurazji (Megalosaurus, Eustreptospondylus, Torvosaurus) i północnej Gondwany (Afrovenator). Celurozaury w jurze były rozpowszechnione na północnych kontynentach, nie jest natomiast pewne, czy już w tym okresie występowały na Gondwanie (m.in. nie odkryto żadnych skamieniałości celurozaurów w Tendaguru). Maganuco, Cau i Pasini (2005) opisali kilkadziesiąt zębów teropodów odkrytych w środkowojurajskich (baton) osadach formacji Isalo III z basenu Mahajanga na północnym zachodzie Madagaskaru; autorzy nie przesądzali pozycji filogenetycznej teropodów, do których należały te zęby i podkreślili konieczność dalszych badań, stwierdzili jednak podobieństwo niektórych z tych zębów do zębów tyranozauroidów, a innych – do zębów dromeozaurów. Jeśli faktycznie zęby te należałyby do przedstawicieli tych grup, byłyby to najstarsze znane skamieniałości celurozaurów z Gondwany. Flynn i współpracownicy (2006) wątpili jednak w możliwość ustalenia na podstawie samych zębów pozycji filogenetycznej teropodów, do których należały, i ograniczyli się uznania zębów z Madagaskaru za należące do teropodów o niepewnej pozycji filogenetycznej. Mudroch i współpracownicy (2011) opisali tropy teropodów zaliczone do ichnogatunku Paravipus didactyloides, odkryte w osadach formacji Argiles de l’Irhazer (bezpośrednio pod osadami formacji Tiourarén) w regionie Agadez w Nigrze, niedaleko miejsca odkrycia skamieniałości zauropoda Spinophorosaurus; według autorów kształt tropów wskazuje, że najprawdopodobniej pozostawiły je maniraptory z grupy Deinonychosauria porównywalne rozmiarami z północnoamerykańskim wczesnokredowym Deinonychus. Określenie wieku formacji Argiles de l’Irhazer jest zależne od określenia wieku formacji Tiourarén, a ten pozostaje przedmiotem sporów; zdaniem niektórych autorów reprezentuje ona wczesną kredę, a według innych – przełom środkowej i późnej jury. Autorzy opisu Paravipus didactyloides uznają za bardziej prawdopodobne to drugie oszacowanie, oparte na badaniach pozycji filogenetycznej pochodzących z tej formacji dinozaurów (Afrovenator, Spinostropheus, Jobaria); wynikałoby z tego, że nieco starsza formacja Argiles de l’Irhazer najprawdopodobniej reprezentuje środkową jurę. Hipotezę tę dodatkowo wspiera pozycja filogenetyczna odkrytego w osadach Argiles de l’Irhazer Spinophorosaurus. Tropy P. didactyloides mają zachowane odciski III i IV palca stopy oraz niewielkie owalne odciski podstawy II palca stopy; cechę tę mają ślady zarówno lewych, jak i prawych stóp, pozostawione przez co najmniej dwa osobniki, co wskazuje, że mało prawdopodobne jest, iż taki kształt śladów jest rezultatem okaleczenia stopy lub patologicznych zmian jej budowy. Autorzy interpretują to jako dowód na to, że już środkowojurajscy przedstawiciele Deinonychosauria mieli charakterystyczny, zmodyfikowany II palec stopy z zakrzywionym pazurem, który zwierzę unosiło do góry w czasie przemieszczania się, tak by pazur nie dotykał podłoża.

### Zauropodomorfy
Zauropodomorfy we wczesnej jurze były reprezentowane przez kilka linii ewolucyjnych (np. rodzinę Massospondylidae), jednak do późnej jury przetrwała tylko jedna z nich – zauropody. Na przełomie wczesnej i środkowej jury spośród zauropodów wyodrębniły się neozauropody, obejmujące klady Macronaria i Diplodocoidea. Najpóźniej na początku środkowej jury neozauropody rozpowszechniły się na obszarze Pangei, docierając m.in. na obszar dzisiejszej wschodniej Azji przed jego oddzieleniem od reszty Pangei przez morze epikontynentalne. Pod koniec okresu jurajskiego neozauropody były najliczniej reprezentowaną grupą zauropodów. W zachodniej Laurazji najliczniejszą grupą zauropodów były wówczas diplodokokształtne z rodziny Diplodocidae (Diplodocus, Barosaurus, Apatosaurus, Supersaurus); wśród Macronaria najliczniejsi byli przedstawiciele rodziny Camarasauridae (Camarasaurus), natomiast zauropody z kladu Titanosauriformes (Brachiosaurus altithorax) były na tym obszarze bardzo nieliczne. Na Gondwanie zauropody z kladu Titanosauriformes były liczniejsze – według Rauhuta i Lopez-Arbarello (2008) stanowią one prawie połowę wszystkich opisanych gatunków późnojurajskich zauropodów, których skamieniałości odkryto na południowych kontynentach (Brachiosaurus brancai/Giraffatitan brancai, Janenschia robusta, Tendaguria tanzaniensis, Tehuelchesaurus benitezii – choć ten ostatni może być jedynie bliskim krewnym Titanosauriformes). Diplodokokształtne są na kontynentach południowych reprezentowane przez rodzinę Dicraeosauridae (Brachytrachelopan mesai, dwa gatunki z rodzaju Dicraeosaurus) i Diplodocidae (rodzaj Tornieria i być może również rodzaj Australodocus; z analizy kladystycznej przeprowadzonej przez Whitlocka, 2011 wynika jednak przynależność Australodocus do Macronaria); według Rauhuta i Lopez-Arbarello (2008) początków prowincjonalizmu geograficznego późnojurajskich zauropodów dowodzi też brak znanych przedstawicieli rodziny Camarasauridae z Gondwany i przedstawicieli rodziny Dicraeosauridae z zachodniej Laurazji (nie jest to jednak pewne – według analizy kladystycznej przeprowadzonej przez Whitlocka (2011) bazalnym przedstawicielem Dicraeosauridae był północnoamerykański ''Suuwassea, zaś przypisywane „Rebbachisaurus” tamesnensis zęby odkryte w osadach – prawdopodobnie jurajskiej (patrz wyżej) – formacji Tiourarén w Nigrze mogą należeć do przedstawiciela Camarasauridae).

#### Gigantyzm zauropodów
Zauropody osiągały największe rozmiary ze wszystkich dinozaurów; wiele rodzajów przekraczało 15, a nawet 20 m długości, co czyniło z nich największe zwierzęta lądowe swoich czasów. Co więcej, w odróżnieniu od innych grup dinozaurów (być może z wyjątkiem teropodów – patrz wyżej), u których zwiększanie rozmiarów ciała było procesem stopniowym, trwającym dziesiątki milionów lat, zauropody osiągnęły wielkie rozmiary już na bardzo wczesnym etapie swojej ewolucji, w ciągu kilku milionów lat od ich powstania. Już wczesnojurajski Antetonitrus (zauropod lub bliski krewny zauropodów), osiągał co najmniej 8–10 m długości ciała (długość ciała okazu holotypowego, który jednak mógł być szkieletem osobnika niedojrzałego). Wielkie rozmiary osiągał wczesnojurajski Barapasaurus z Indii (będący bazalnym przedstawicielem kladu Eusauropoda lub bazalnym zauropodem nie należącym do Eusauropoda), dorastający do 18 m długości.
Nie jest pewne, dlaczego zauropody osiągały tak olbrzymie rozmiary. Część naukowców wskazuje, że wiele skamieniałości zauropodów odkryto na obszarach, które w mezozoiku cechowały się suchym klimatem (ale patrz niżej), oraz zakłada, że rośliny, na jakich dinozaury te mogły żerować, takie jak skrzypy czy paprocie, były mniej odżywcze niż trawy i inne rośliny, na których żerują współcześni roślinożercy; ich zdaniem osiągnięcie przez zauropody wielkich rozmiarów było przystosowaniem właśnie do tych okoliczności. W opinii tych naukowców u dzisiejszych dużych roślinożerców wraz ze zwiększeniem rozmiarów ciała wzrasta pojemność układu pokarmowego i przedłuża się czas przetrzymywania zjedzonych roślin w układzie pokarmowym, a jednocześnie zmniejsza się tempo metabolizmu zwierzęcia; dzięki wolniejszemu metabolizmowi wielkie ssaki roślinożerne, takie jak słonie, mogą w czasie pory suchej przeżyć żywiąc się roślinami o niskiej wartości energetycznej, którą zresztą częściowo rekompensują sobie, zjadając większą ich ilość oraz dłużej przetrzymując je w układzie pokarmowym, co pozwala na dokładniejsze ich strawienie. Dzięki olbrzymim rozmiarom zauropody mogły cechować się metabolizmem jeszcze wolniejszym niż duże ssaki roślinożerne, a także pojemnym układem pokarmowym i długim okresem przetrzymywania w nim pokarmu; osiągnięcie tych korzyści, bardzo przydatnych dla zwierząt żyjących w suchym klimacie i żywiących się mało odżywczymi roślinami, mogło promować ewolucję wielkich rozmiarów ciała u tej grupy dinozaurów. Hipotezę o wolniejszym niż u dużych ssaków roślinożernych tempie metabolizmu zauropodów wspierają badania McNaba (2009), sugerujące, że u zauropodów i innych wielkich dinozaurów stosunek dobowego wydatku energetycznego do masy ciała był wyższy niż u większości dzisiejszych gadów, ale niższy niż u ptaków i ssaków i być może był porównywalny ze stosunkiem dobowego wydatku energetycznego do masy ciała u waranów. Dobowy wydatek energetyczny generalnie wzrasta wraz ze wzrostem masy zwierzęcia, jednak zauropody dzięki wolniejszemu metabolizmowi zużywały proporcjonalnie mniej energii niż dzisiejsze duże ssaki roślinożerne, co umożliwiało im osiągnięcie większych rozmiarów; McNab obliczył, że jeśli stosunek dobowego wydatku energetycznego do masy ciała był u zauropodów taki jak u waranów, to dobowy wydatek energetyczny 59-tonowego zauropoda byłby taki sam, jak u 7,5-tonowego słonia afrykańskiego, a dobowy wydatek energetyczny zauropoda o masie 83 ton – taki sam, jak u 11-tonowego Paraceratherium, największego znanego ssaka lądowego w dziejach.
Wyniki innych badań kwestionują część wniosków tych autorów; sugerują one, że wartość energetyczna uzyskiwana ze współczesnych skrzypów oraz niektórych paproci i roślin nagonasiennych dorównuje wartości uzyskiwanej z roślin okrytonasiennych (pod tym względem skrzypy dorównują nawet trawom). Podobną wartość energetyczną mogły mieć mezozoiczne skrzypy, paprocie i nagonasienne, co sugeruje, że wartość energetyczna roślin, na których prawdopodobnie żerowały zauropody i roślin, na których żerują dzisiejsze ssaki roślinożerne, była porównywalna. Niektóre badania sugerują też, że wbrew wcześniejszym sugestiom nie ma dowodów na proste przekładanie się wzrostu masy ciała zwierzęcia na przedłużenie okresu przetrzymywania pokarmu w układzie pokarmowym. Zauropody być może faktycznie długo przetrzymywały pokarm w układzie pokarmowym, zjadały bowiem rośliny bez ich przeżuwania, a – jak sugerują niektóre badania – współczesne ssaki roślinożerne, które mniej dokładnie przeżuwają pokarm, przetrzymują go w układzie pokarmowym dłużej niż te, które pokarm przeżuwają intensywnie; nie miało to jednak bezpośredniego związku z ich olbrzymimi rozmiarami. Ponadto niektóre badania histologiczne kości zauropodów kwestionują założenie o wolnym tempie metabolizmu tych dinozaurów, sugerując, że cechowały się one nieprzerwanym wzrostem w tempie porównywalnym z tempem wzrostu dzisiejszych słoni czy dużych kopytnych; co więcej, według Sandera i współpracowników (2004) tak szybkim tempem wzrostu cechowały się już najstarsze, triasowe zauropody. Znane są skamieniałości dużego osobnika z rodzaju Janenschia, który według szacunków Sandera i współpracowników (2004) przestał rosnąć w wieku 26 lat i zdechł w wieku 38 lat, oraz skamieniałości dużego (kość udowa osiągnęła długość 164 cm) apatozaura, który według szacunków tych samych autorów zdechł w wieku 33 lat, rosnąc aż do śmierci. Sander i współpracownicy (2011) szacują, że zauropody osiągały maksymalne rozmiary w okresie krótszym niż 40 lat; ich zdaniem tak szybkie tempo wzrostu byłoby nie do pogodzenia z wolnym metabolizmem i sugerują, że przynajmniej w okresie intensywnego wzrostu zauropody były endotermiczne i miały tempo metabolizmu porównywalne ze ssaczym (choć autorzy nie wykluczali, że tempo metabolizmu mogło maleć, gdy zwierzę przestawało rosnąć). Sander i współpracownicy (2004, 2011) uznali wręcz szybkie tempo wzrostu zauropodów za jeden z czynników umożliwiających tym dinozaurom osiągnięcie gigantycznych rozmiarów. Żadne znane gady, które rosną przez całe życie, ale w wolniejszym tempie, nie osiągnęły rozmiarów porównywalnych z wielkimi zauropodami, a największe z tych gadów (jak krokodyl Deinosuchus) potrzebowały na osiągnięcie swoich maksymalnych rozmiarów okresu dłuższego niż znacznie od nich większe zauropody; szybkie tempo wzrostu oznaczało też, że zauropody szybko osiągały rozmiary, które same w sobie zabezpieczały je przed atakiem większości drapieżników, a także szybciej osiągały dojrzałość płciową i zaczynały się rozmnażać, czego rezultatem było z kolei szybkie tempo przyrostu populacji. Tak szybkie tempo wzrostu zauropodów jest jednak kwestionowane przez część naukowców; np. badania Lehmana i Woodward (2008) sugerują, że apatozaury potrzebowały ok. 70 lat na osiągnięcie maksymalnych rozmiarów. McNab (2009) zwrócił też uwagę, że wolniejszy metabolizm i szybkie tempo wzrostu nie muszą się wzajemnie wykluczać; np. tempo metabolizmu piskląt ptaków gniazdowników jest wolniejsze niż tempo metabolizmu piskląt zagniazdowników, a mimo to tempo wzrostu gniazdowników jest wyższe niż u zagniazdowników. Wreszcie nie jest pewne, czy rzeczywiście zauropody występowały głównie na obszarach cechujących się suchym klimatem. Według Carpentera (2006) zauropody nie są znane z obszarów, które w mezozoiku cechowały się klimatem wilgotnym, takich jak późnokredowa formacja Hell Creek, występowały natomiast na obszarach o suchym klimacie z wyraźną porą deszczową i bezdeszczową, takich jak późnojurajska formacja Morrison czy późnokredowa formacja Bahariya w Egipcie. Także Upchurch, Barrett i Dodson (2004) wskazują, że zauropody z formacji Morrison nie są znajdowane wyłącznie w bezpośrednim sąsiedztwie rzek i jezior i że prawdopodobnie żyły one na obszarach o suchym klimacie; jednak ich zdaniem zauropody z formacji Morrison mogły stanowić wyjątek od reguły, bowiem większość zauropodów żyła w środowiskach bardziej wilgotnych. Jako przykłady autorzy podają m.in. żyjące na równinie zalewowej zauropody ze środkowojurajskiej Dolnej Formacji Shaximiao w Chinach, znajdowane w pobliżu ówczesnych brzegów morskich – w tym na terenach zalewanych w czasie przypływu – późnojurajskie zauropody z Tendaguru w Tanzanii i wczesnokredowe zauropody z formacji Glen Rose w Teksasie oraz żyjące w pobliżu rzek, stawów i bagien wczesnokredowe zauropody znane z angielskiej grupy Wealden; także znane tropy zauropodów wskazują według tych autorów, że większość zauropodów żyła na nisko położonych obszarach w pobliżu wybrzeży morskich i delt rzecznych. Z badań Noto i Grossmana (2010) nad późnojurajskimi faunami dinozaurów z całego świata (formacja Morrison, formacje z Europy Zachodniej i z Chin, Tendaguru, formacje Toqui i Cañadón Calcáreo z Ameryki Południowej) wynika, że w późnej jurze zauropody zasiedlały środowiska o różnym stopniu wilgotności – występowały zarówno na obszarach o klimacie umiarkowanym, jak i na obszarach z porą deszczową i bezdeszczową oraz na obszarach o suchym klimacie; o ile jednak na terenach o bardziej wilgotnym klimacie zauropody współwystępowały z licznymi innymi dinozaurami roślinożernymi, żerującymi na niskiej roślinności, o tyle im bardziej suchy był klimat na danym obszarze, tym większą część ogółu zasiedlających go gatunków roślinożerców stanowiły zauropody. W rejonach o suchym klimacie występowało też więcej gatunków zauropodów przystosowanych do żerowania na dużych wysokościach (nawet powyżej 5 m nad powierzchnią ziemi); natomiast z osadów formacji Shishugou i Kalazha na terenie dzisiejszego Sinciangu, gdzie w późnej jurze panował klimat umiarkowany, nie są znane żadne zauropody przystosowane do żerowania na takich wysokościach.
Zdaniem Sandera i współpracowników (2004, 2011) ważnym czynnikiem, który umożliwiał zauropodom osiągnięcie gigantycznych rozmiarów, był układ oddechowy zbliżony budową do ptasiego, w tym występowanie u nich worków powietrznych (patrz wyżej). Taki układ oddechowy zapewniał dostarczanie do organizmu zauropodów dużych ilości tlenu, koniecznych do potrzymania postulowanego przez autorów szybkiego metabolizmu i szybkiego tempa wzrostu tych dinozaurów; dodatkowo zaś worki powietrzne wypełniały wnętrza niektórych kości zauropodów, zmniejszając przy tym ich masę, co ułatwiało zwiększanie rozmiarów całego szkieletu. Worki powietrzne występowały również u teropodów i także im ułatwiały osiągnięcie wielkich rozmiarów. Sander i współpracownicy (2004) spekulują nawet, że wielkie rozmiary zauropodów i teropodów mogły być rezultatem ewolucyjnego „wyścigu zbrojeń” między tymi dwiema grupami dinozaurów gadziomiednicznych; umożliwione przez podobny do ptasiego układ oddechowy zwiększenie rozmiarów ciała teropodów powodowało z kolei zwiększanie rozmiarów ciała mających podobny układ oddechowy zauropodów – i odwrotnie. Sander i współpracownicy (2011) wskazali jeszcze dwa czynniki, które mogły wpływać na gigantyzm zauropodów. Jednym z nich była jajorodność zauropodów; w odróżnieniu od wielkich ssaków, u których wraz ze zwiększaniem rozmiarów ciała zmniejsza się liczba wydawanego na świat potomstwa, jajorodne zauropody pomimo zwiększania rozmiarów ciała mogły wydawać liczne potomstwo. Dzięki temu tempo przyrostu populacji było u zauropodów szybsze niż u wielkich ssaków, a to czyniło je mniej narażonymi na wyginięcie od ssaków o porównywalnych rozmiarach. Drugim czynnikiem, być może najważniejszym ze wszystkich, była występująca u większości zauropodów długa szyja; dzięki niej dinozaury te zyskiwały dostęp do źródeł pożywienia niedostępnych dla mniejszych roślinożerców, a ponadto mogły żerować na dużym obszarze bez konieczności utraty energii na przemieszczanie całego ciała z miejsca na miejsce, poruszając jedynie szyją. Związku długiej szyi z gigantyzmem zauropodów dowodzi fakt, że zauropody o proporcjonalnie najkrótszych szyjach – diplodokokształtne z rodzin Dicraeosauridae i Rebbachisauridae – osiągały mniejsze rozmiary niż ich długoszyi krewniacy. Długa szyja mogła powstać u zauropodów dzięki występowaniu u nich szyjnych worków powietrznych, zmniejszających masę kręgów szyjnych, oraz dzięki małym rozmiarom ich głowy; głowa zauropodów mogła zaś być niewielka dzięki temu, że w odróżnieniu od dużych ssaków roślinożernych oraz niektórych dinozaurów ptasiomiednicznych nie przeżuwały one pobieranego pokarmu, zatem kości ich czaszki nie musiały się zwiększyć, aby stać się miejscem przyczepu silnych mięśni żucia. Tradycyjnie zakładano, szyja umożliwiała zauropodom podnoszenie głowy wysoko w celu żerowania w koronach drzew. Część naukowców uważa jednak, że szyje zauropodów nie były na tyle elastyczne, by umożliwiać podnoszenie głowy wysoko i że tłoczenie krwi do trzymanej na dużej wysokości głowy wiązałoby się z ogromnym wydatkiem energetycznym; ich zdaniem zauropody trzymały szyje mniej więcej równolegle do podłoża, na stosunkowo niewielkiej wysokości, żywiąc się niskimi roślinami i wykorzystując długie szyje do żerowania na dużym obszarze. Taylor i współpracownicy (2009), opierając się na porównaniach budowy szyj zauropodów z szyjami współczesnych czworonogów, bronią jednak teorii o zdolności zauropodów do podnoszenia głowy na dużą wysokość. Z kolei Christian (2010) obliczył, że przynajmniej dla takich zauropodów jak Brachiosaurus czy wczesnokredowy Euhelopus żerowanie z głową podniesioną wysoko do góry przez 5 minut wiązało się z mniejszym wydatkiem energetycznym niż przejście dystansu 20 metrów lub dłuższego; według tego autora w okresach niedoboru pożywienia dla takich zauropodów lepszym rozwiązaniem było podnoszenie głowy w celu żerowania w koronach drzew niż pokonywanie dalekich dystansów w poszukiwaniu niskiej roślinności

### Dinozaury ptasiomiedniczne
Od początku okresu jurajskiego intensywnie rozwijały się również dinozaury ptasiomiedniczne; z tego okresu znane są już tyreofory (przeżywające w jurze rozkwit stegozaury oraz pierwsze ankylozaury, jak mymurapelta, a także formy o niepewnej pozycji systematycznej, jak scelidozaur), ornitopody (Drinker, driozaur, kamptozaur) i marginocefale (czaojangzaur, jinlong).

## Kreda
Około 144 mln lat temu zaczął się ostatni okres ery mezozoicznej, kreda. Klimat jeszcze gorący stopniowo się ochładzał. W tym okresie dinozaury osiągnęły największe zróżnicowanie. Pojawiły się mające rogi ceratopsy, jak np. Triceratops, Protoceratops (przedstawiciele tego rodzaju nie mieli jeszcze rogów), jamaceratops, centrozaur, styrakozaur, chasmozaur, torozaur, pachyrinozaur, einiozaur, achelozaur, Montanoceratops, archeoceratops, Liaoceratops, niewielkie drapieżniki np. owiraptor, welociraptor, Buitreraptor, Troodon, deinonych, oraz ornitopody np. Iguanodon, majazaura, parazaurolof, prozaurolof oraz wielkie teropody: daspletozaur, tarbozaur, spinozaur i najbardziej znany z dinozaurów – tyranozaur.